# 2049
Évszázadok: 20. század – 21. század – 22. század
Évtizedek: 1990-es évek – 2000-es évek – 2010-es évek – 2020-as évek – 2030-as évek – 2040-es évek – 2050-es évek – 2060-as évek – 2070-es évek – 2080-as évek – 2090-es évek
Évek: 2044 – 2045 – 2046 – 2047 –  2048 – 2049 – 2050 – 2051 – 2052 – 2053 – 2054
2049-es év (MMXLIX) a Gergely-naptár szerint pénteki nappal kezdődik.

## Előrejelzett események
- május 7. - A Merkúr a Föld és a Nap között helyezkedik el.
- december 20. - Az 1999. december 20-án kezdődött 50 éves átmeneti idő Makaón lejár, ezzel megszűnik az „egy ország, két rendszer”.

## Évfordulók
- Az NDK és az NSZK megalakulásának 100. évfordulója.
- június 8. – George Orwell regényének, az 1984 megjelenésének 100. évfordulója.
- október 1. – A Kínai Népköztársaság megalakulásának 100. évfordulója.
- október 6. - Az aradi vértanúk kivégzésének 200. évfordulója.
- október 20. – A Magyar Népköztársaság megalakulásának 100. évfordulója.
- október 23. – A Magyar Köztársaság kikiáltásának 60. évfordulója.

## Képzeletbeli események
- Az 1932-ben megjelent Szép új világ című regényben, melynek írója Aldous Huxley, ebben az évben robban ki a kilencéves háború, mely az egész égitestet felbolygatja, s az országok vezetőit arra kényszeríti, hogy egy egységes, békés, de ellenőrizhető világtársadalmat hozzanak létre.
- A Custom Robot videójáték-sorozatban ebben az évben ér el a technika olyan szintre, hogy az emberek irányítani tudjanak egy Custom Robot, melyet az Ergo Corp fejlesztett ki
- Ekkor kerülnek megrendezésre az IGPX rendezvényei
- A Zenon: Girl of the 21st Century című film ebben az évben játszódik
- Ebben az évben játszódik a Vectorman című videójáték
- Ebben az évben játszódik a Blade Runner 2049 című film.